# カレンブーケドール
カレンブーケドール（欧字名:Curren Bouquetd'or、2016年4月23日 - ）は、日本の競走馬・繁殖牝馬。2019年の優駿牝馬2着、秋華賞2着、ジャパンカップ2着などの実績がある。
馬名の意味は「冠名＋黄金の花束（仏）。勝利の大輪を咲かせてほしい」。デビューから16戦連続で掲示板を外したことがなく、引退まで重賞で2着6回・3着2回の好成績を残すも重賞未勝利であったため、「シルバーコレクター」とも呼ばれた。

## 戦績

### 2歳（2018年）
美浦・国枝栄厩舎に入厩し、2018年10月8日東京1800mの新馬戦でデビュー。北村宏司が騎乗し、出走馬中最速の上がり3ハロン33秒0の末脚を発揮して勝ち馬ダノンキングリーにタイム差なしの2着となった。同コースの2戦目は不利もあり3着に敗れたが、オイシン・マーフィーを鞍上に迎えた中山マイルの3戦目で初勝利を挙げる。

### 3歳（2019年）
2019年は戸崎圭太とのコンビでクイーンカップから始動するが、4着に終わり賞金加算に失敗する。桜花賞はパスしてスイートピーステークスに向かい、初騎乗の津村明秀とのコンビで勝利する。次戦の優駿牝馬では12番人気ながら、レコード決着で勝ち馬ラヴズオンリーユーにタイム差なしの2着に好走した。
同年秋の始動戦、紫苑ステークスでは1番人気に支持されたが、パッシングスルーの3着に敗れる。春のクラシック勝ち馬が不在となった秋華賞ではダノンファンタジーに次ぐ2番人気で出走し、中団のインから伸びたがクロノジェネシスの2着となった。
その後は、前年に3歳牝馬アーモンドアイが活躍した第39回ジャパンカップに挑戦。紅一点でかつ重賞未勝利ながら5番人気に支持された。1枠1番の発走から好位のインを確保し、直線で抜け出しを図ったが、最内を突いたスワーヴリチャードに3/4馬身及ばず、G1で3戦連続の2着となった。津村は「本当に悔しい」、国枝師は「文句なしの競馬でした。また来年です」と語った。

### 4歳（2020年）
4歳初戦、京都記念は同世代の牝馬、クロノジェネシスと人気を分け合う。レースは道中後方から脚を伸ばすもクロノジェネシスに2馬身半離れた2着となる。その後はドバイシーマクラシックに向けて調整が行われ現地入りもしたが、新型コロナウイルス感染症 (COVID19)により中止。レースに出走することなく帰国する。その後は休養が長引き、京都記念から7か月後のオールカマーで復帰。好位から競馬をし、早めに抜け出すが、センテリュオにハナ差交わされ4戦連続の2着に終わる。次走、ジャパンカップはアーモンドアイ・コントレイル・デアリングタクトの3強ムードのなか5番人気で出走し、上位3頭がこの3頭で決まるなか4着に入る（詳細は第40回ジャパンカップを参照）。続く第65回有馬記念は池添謙一に乗り替わる。レースは中団から早めに仕掛けるが5着。

### 5歳（2021年）
3か月の休養後、5歳初戦の日経賞は松山弘平が騎乗。好位から内を突き上がり最速の脚でウインマリリンに詰め寄るも半馬身差の2着の惜敗。その後は阪神競馬場の3200mコースで行われた天皇賞・春に出走。長距離レースながら前出のウインマリリンやメロディーレーンと合せ3頭の牝馬が出走し、それらの中で最先着となる3着に入った。続く宝塚記念はクロノジェネシス、レイパパレと2頭の牝馬に次ぐ3番人気に推される。レースは中団から進めたが前との差を詰めることができず0.8秒差の4着に敗れた。
7月から8月にかけて京都競馬場が行った、ファン投票によりこれまでに作られていない、または過去に製作実績があっても現在販売されていない競走馬のアイドルホースを制作するアイドルホースオーディションで5位となった。
その後4ヶ月の休養明けの後、天皇賞・秋に出走。スタートも良く好位追走し、2番人気のグランアレグリアをマークする形でレースを運ぶも、1番人気のコントレイル、3番人気のエフフォーリアに囲まれる形で直線の伸びを欠き、デビューから17戦目にして初めて掲示板を外し12着に敗れた。
次走として、ジャパンカップへの出走を予定していたが、左前脚の繋靭帯炎を発症したため出走を回避。AJCCでの復帰を目指していたが、放牧先で繋靭帯の状態が思った以上に悪いことが判明。11月30日に現役を引退することが発表された。引退後は生まれ故郷の社台ファームで繁殖牝馬となる。

## 評価・特徴
- デビューから16戦連続で掲示板を外したことがなく、引退まで重賞で2着6回・3着2回の好成績を残すも重賞未勝利であったため、「シルバーコレクター」と呼ばれることがある[4][20]。
- 生涯獲得賞金4億5805万7000円は、2勝以下の日本調教馬の中ではサウンズオブアースに次ぐ歴代2位である[21]。また「カレン」の冠名で知られる馬主の鈴木隆司の所有馬の中ではGI2勝のカレンチャンらを上回り総賞金1位である[22]。（いずれも2022年2月時点）

## 競走成績
以下の内容は、netkeiba.comの情報に基づく。
| 競走日     | 競馬場 | 競走名        | 格   | 距離（馬場）  | 頭 数 | 枠 番 | 馬 番 | オッズ （人気） | 着順 | タイム （上り3F） | 着差 | 騎手          | 斤量 [kg] | 1着馬（2着馬）       | 馬体重 [kg] |
| ---------- | ------ | ------------- | ---- | ------------- | ----- | ----- | ----- | --------------- | ---- | ----------------- | ---- | ------------- | --------- | -------------------- | ----------- |
| 2018.10.08 | 東京   | 2歳新馬       |      | 芝1800m（良） | 18    | 7     | 13    | 006.10（3人）   | 02着 | R1:37.5（33.0）   | -0.0 | 0北村宏司     | 54        | ダノンキングリー     | 466         |
| 0000.11.18 | 東京   | 2歳未勝利     |      | 芝1800m（良） | 16    | 4     | 7     | 001.70（1人）   | 03着 | R1:50.4（34.3）   | -0.6 | 0北村宏司     | 54        | クラサーヴィツァ     | 464         |
| 0000.12.16 | 中山   | 2歳未勝利     |      | 芝1600m（良） | 16    | 3     | 6     | 001.80（1人）   | 01着 | R1:35.5（35.1）   | -0.0 | 0O.マーフィー | 54        | （シングフォーユー） | 470         |
| 2019.02.11 | 東京   | クイーンC     | GIII | 芝1600m（良） | 9     | 7     | 7     | 008.50（4人）   | 04着 | R1:34.4（33.6）   | -0.2 | 0戸崎圭太     | 54        | クロノジェネシス     | 466         |
| 0000.04.28 | 東京   | スイートピーS | L    | 芝1800m（良） | 12    | 5     | 6     | 005.10（2人）   | 01着 | R1:47.7（33.1）   | -0.0 | 0津村明秀     | 54        | （シングフォーユー） | 464         |
| 0000.05.19 | 東京   | 優駿牝馬      | GI   | 芝2400m（良） | 18    | 5     | 10    | 094.1（12人）   | 02着 | R2:22.8（35.1）   | -0.0 | 0津村明秀     | 55        | ラヴズオンリーユー   | 460         |
| 0000.09.07 | 中山   | 紫苑S         | GIII | 芝2000m（良） | 15    | 8     | 14    | 002.80（1人）   | 03着 | R1:58.4（34.0）   | -0.1 | 0津村明秀     | 54        | パッシングスルー     | 464         |
| 0000.10.13 | 京都   | 秋華賞        | GI   | 芝2000m（稍） | 17    | 4     | 8     | 005.60（2人）   | 02着 | R2:00.2（36.2）   | -0.3 | 0津村明秀     | 55        | クロノジェネシス     | 464         |
| 0000.11.24 | 東京   | ジャパンC     | GI   | 芝2400m（良） | 15    | 1     | 1     | 010.50（5人）   | 02着 | R2:26.0（36.9）   | -0.1 | 0津村明秀     | 53        | スワーヴリチャード   | 466         |
| 2020.02.16 | 京都   | 京都記念      | GII  | 芝2200m（重） | 9     | 1     | 1     | 002.80（2人）   | 02着 | R2:16.8（35.9）   | -0.4 | 0津村明秀     | 53        | クロノジェネシス     | 466         |
| 0000.09.27 | 中山   | オールカマー  | GII  | 芝2200m（稍） | 9     | 8     | 8     | 003.70（2人）   | 02着 | R2:15.5（35.1）   | -0.0 | 0津村明秀     | 54        | センテリュオ         | 472         |
| 0000.11.29 | 東京   | ジャパンC     | GI   | 芝2400m（良） | 15    | 1     | 1     | 024.90（5人）   | 04着 | R2:23.2（34.8）   | -0.2 | 0津村明秀     | 55        | アーモンドアイ       | 474         |
| 0000.12.27 | 中山   | 有馬記念      | GI   | 芝2500m（良） | 16    | 5     | 10    | 007.90（3人）   | 05着 | R2:35.6（36.8）   | -0.6 | 0池添謙一     | 55        | クロノジェネシス     | 478         |
| 2021.03.27 | 中山   | 日経賞        | GII  | 芝2500m（良） | 15    | 4     | 7     | 002.30（1人）   | 02着 | R2:33.4（34.5）   | -0.1 | 0松山弘平     | 54        | ウインマリリン       | 478         |
| 0000.05.02 | 阪神   | 天皇賞（春）  | GI   | 芝3200m（良） | 17    | 2     | 3     | 007.30（4人）   | 03着 | R3:15.2（37.7）   | -0.5 | 0戸崎圭太     | 56        | ワールドプレミア     | 480         |
| 0000.06.27 | 阪神   | 宝塚記念      | GI   | 芝2200m（良） | 13    | 7     | 10    | 006.70（3人）   | 04着 | R2:11.7（35.2）   | -0.8 | 0戸崎圭太     | 56        | クロノジェネシス     | 480         |
| 0000.10.31 | 東京   | 天皇賞（秋）  | GI   | 芝2000m（良） | 16    | 7     | 14    | 019.60（4人）   | 12着 | R1:59.2（34.7）   | -1.3 | 0戸崎圭太     | 56        | エフフォーリア       | 482         |

## 繁殖成績
|       | 馬名                     | 生年   | 性 | 毛色 | 父                       | 馬主         | 厩舎           | 戦績           |
| ----- | ------------------------ | ------ | -- | ---- | ------------------------ | ------------ | -------------- | -------------- |
| 初仔  | ハムタン                 | 2023年 | 牡 | 鹿毛 | エピファネイア           | TNレーシング | 栗東・武幸四郎 | （デビュー前） |
| 2番仔 | カレンブーケドールの2024 | 2024年 | 牝 | 鹿毛 | ブリックスアンドモルタル |              |                |                |

- 2025年4月11日現在

## 血統表
| カレンブーケドールの血統         | カレンブーケドールの血統                               | カレンブーケドールの血統  | （血統表の出典）          | （血統表の出典） |
| 父系                             | サンデーサイレンス系                                   | サンデーサイレンス系      | サンデーサイレンス系      | [ § 2 ]          |
| 父 ディープインパクト 2002 鹿毛  | 父の父*サンデーサイレンス Sunday Silence 1986 青鹿毛   | Halo                      | Hail to Reason            | Hail to Reason   |
| 父 ディープインパクト 2002 鹿毛  | 父の父*サンデーサイレンス Sunday Silence 1986 青鹿毛   | Halo                      | Cosmah                    |                  |
| 父 ディープインパクト 2002 鹿毛  | 父の父*サンデーサイレンス Sunday Silence 1986 青鹿毛   | Wishing Well              | Understanding             | Understanding    |
| 父 ディープインパクト 2002 鹿毛  | 父の父*サンデーサイレンス Sunday Silence 1986 青鹿毛   | Wishing Well              | Mountain Flower           |                  |
| 父 ディープインパクト 2002 鹿毛  | 父の母*ウインドインハーヘア Wind in Her Hair 1991 鹿毛 | Alzao                     | Lyphard                   | Lyphard          |
| 父 ディープインパクト 2002 鹿毛  | 父の母*ウインドインハーヘア Wind in Her Hair 1991 鹿毛 | Alzao                     | Lady Rebecca              |                  |
| 父 ディープインパクト 2002 鹿毛  | 父の母*ウインドインハーヘア Wind in Her Hair 1991 鹿毛 | Burghclere                | Busted                    | Busted           |
| 父 ディープインパクト 2002 鹿毛  | 父の母*ウインドインハーヘア Wind in Her Hair 1991 鹿毛 | Burghclere                | Highclere                 |                  |
| 母 *ソラリア Solaria 2010 黒鹿毛 | 母の父Scat Daddy 2004 黒鹿毛                           | *ヨハネスブルグ           | *ヘネシー                 | *ヘネシー        |
| 母 *ソラリア Solaria 2010 黒鹿毛 | 母の父Scat Daddy 2004 黒鹿毛                           | *ヨハネスブルグ           | Myth                      |                  |
| 母 *ソラリア Solaria 2010 黒鹿毛 | 母の父Scat Daddy 2004 黒鹿毛                           | Love Style                | Mr. Prospector            | Mr. Prospector   |
| 母 *ソラリア Solaria 2010 黒鹿毛 | 母の父Scat Daddy 2004 黒鹿毛                           | Love Style                | Likeable Style            |                  |
| 母 *ソラリア Solaria 2010 黒鹿毛 | 母の母So Linda 1999 栗毛                               | Seeker's Reward           | Gone West                 | Gone West        |
| 母 *ソラリア Solaria 2010 黒鹿毛 | 母の母So Linda 1999 栗毛                               | Seeker's Reward           | Willamar                  |                  |
| 母 *ソラリア Solaria 2010 黒鹿毛 | 母の母So Linda 1999 栗毛                               | So Posh                   | Liloy                     | Liloy            |
| 母 *ソラリア Solaria 2010 黒鹿毛 | 母の母So Linda 1999 栗毛                               | So Posh                   | Osadia                    |                  |
| 母系(F-No.)                      | 9号族(FN:9-g)                                          | 9号族(FN:9-g)             | 9号族(FN:9-g)             | [ § 3 ]          |
| 5代内の近親交配                  | Mr.Prospector 4×5（母内）                              | Mr.Prospector 4×5（母内） | Mr.Prospector 4×5（母内） | [ § 4 ]          |
| 出典                             | 1. 2. 3. 4.                                            | 1. 2. 3. 4.               | 1. 2. 3. 4.               | 1. 2. 3. 4.      |

- 母ソラリアはチリG1エルダービー、アルトゥーロ・L・ペーニャ賞、チリ1000ギニーの勝ち馬[24]。